# Gabriel-Auguste Ancelet
Pour les articles homonymes, voir Ancelet.
Gabriel-Auguste Ancelet est un architecte français, né le 21 décembre 1829 dans l'ancien 6e arrondissement de Paris et mort le 3 août 1895 dans le 20e arrondissement de Paris.

## Biographie
En 1845 il entre dans l'atelier de Paul-Eugène Lequeux et Victor Baltard. De 1846 à 1851 il suit les cours de l'école des Beaux-Arts.
En 1848 il obtient un prix d'émulation pour un dessin représentant une fontaine pour l'Algérie.
Grand prix de Rome d'architecture en 1851 sur le sujet de concours : un hospice sur les Alpes. Il est pensionnaire à la Villa Médicis de 1852 à 1856. 
En 1853, il fait en 1853 un envoi représentant la "Restitution d'un décor du portique de Macellum à Pompéi". Il présenta aussi son programme de "Restauration de la voie appienne", qui sera présenté à l'Exposition universelle de 1867 qui lui fait remporter une médaille d'or.
A son retour en France en décembre 1856, il est nommé auditeur au Conseil des Bâtiments civils, puis, en 1857, inspecteur aux travaux des Archives de l'Empire (Archives Nationales) et de la Bibliothèque de l'Arsenal. Il réalise la restauration, dans le goût néo-gothique en vigueur, les entrée et tourelle de l'ancien hôtel de Clisson, adossé à l'hôtel de Soubise.
En 1858 il est nommé par Achille Fould, ministre d'État de la Maison de l'Empereur, architecte des résidences impériales de Pau et de Biarritz, où il remplace Louis-Auguste Couvrechef, décédé en 1857 à Arteaga (Espagne). Il sa voit alors chargé des ouvrages du château Arteaga, près de Bilbao. Chantier qu'il poursuit jusqu'à sa désignation comme architecte du château de Compiègne en 1864.
Le 26 août 1866, il y épouse Isabelle Foucher, petite-nièce de Victor Hugo. 
En 1867, à la demande de l'empereur Napoléon III, il entreprend la construction d'un nouveau théâtre pour le château de Compiègne. Celui-ci qui devait être inauguré en 1871 reste inachevé à cause de la guerre franco-allemande et ne sera terminé qu'en 1991. Ancelet reste au château pendant toute la guerre.
En 1872, il est nommé architecte du Conservatoire national des arts et métiers.
Il devient professeur de dessin ornemental de l'École des Beaux-Arts en 1873.
En 1892 il est élu à l'Académie des beaux-arts section Architecture, au fauteuil 5, après la mort d'Antoine-Nicolas Bailly.
Il est inhumé au cimetière du Père-Lachaise (27e division).

## Dessins d'architecture
- Fontaine sur une des routes d'Afrique, graphite, plume, encre noire et aquarelle, H. 78.5 ; L. 61.5 cm[3]. Paris, Beaux-Arts[4]. Pour le concours d'émulation de l'Ecole nationale supérieure des Beaux-Arts du 3 octobre 1848.
- Rendez-vous de chasse, graphite, plume, encre brune et aquarelle, H. 44.5 ; L. 27.4 cm[5]. Paris, Beaux-Arts[6]. Esquisse pour le concours d'émulation de l'ENSBA de 1849.
- Jardinière, graphite, plume, encre dorée, noire et aquarelle, H. 42 ; L. 22 cm[7]. Paris, Beaux-Arts[6]. Esquisse  pour le concours d'émulation de l'ENSBA de 1850.
- Monument votif, graphite, plume, encre brune, aquarelle, H. 49.5 ; L. 20.5 cm[8]. Paris, Beaux-Arts[9]. Esquisse, concours d'émulation de l'ENSBA de 1851.